# 小野正弘
小野 正弘（おの まさひろ、1935年1月4日 - 2010年12月25日）は、日本の建築家。長野県長野市生まれ。立正大学・日本大学・宇都宮大学・足利工業大学講師を歴任。
受賞歴に、中部建築賞、神奈川県建築コンクール優秀賞、東京建築士事務所協会作品コンクール最優秀賞・優秀賞　奈良市民ホール国際建築競技設計佳作入選などがある。

## 略歴
- 1957年日本大学旧工学部建築学科卒業。1965年から槇文彦の槇総合計画事務所に参加し創設初期のスタッフとなる。
- 1973年小野建築・環境計画事務所を設立。代表作に富士見町立鶴瀬コミュニティセンター、富士見台中学校、長野の家、千駄木の家、王禅寺の家、川口の家、駒沢の家、PLACE・AOYAMA、囲鐃の家、森庵、対の家などがある。

## 著書
- 「若い二人のための住居」(実業之日本社)
- 住宅建築別冊・12「現代住宅の詳細　小野正弘作例24題」(建築資料研究社)
- 『住宅建築』別冊 2004年10月 58「住居を詳細で考える」（建築資料研究社）
- 「住居を断面で考える　25の住居　3の計画」(彰国社)

など